# グルタチオンアミド依存性ペルオキシダーゼ
グルタチオンアミド依存性ペルオキシダーゼ（グルタチオンアミドいそんせいペルオキシダーゼ、glutathione amide-dependent peroxidase、EC 1.11.1.17）は、次の化学反応を触媒する酸化還元酵素である。
2 グルタチオンアミド + H2O2 {\displaystyle \rightleftharpoons } グルタチオンアミドジスルフィド + 2 H2O
組織名はglutathione amide:hydrogen-peroxide oxidoreductaseである。
この酵素はプロテオバクテリアのMarichromatium gracileから得られたもので、キメラ蛋白質のような構造をしており、ペルオキシレドキシン様のN末端とグルタレドキシン様のC末端を持つ。